# Civita Castellana
Civita Castellana é uma comuna italiana da região do Lácio, província de Viterbo, com cerca de 15.219 (Cens. 2001) habitantes. Estende-se por uma área de 83,28 km², tendo uma densidade populacional de 182,74 hab/km². Faz fronteira com Castel Sant'Elia, Collevecchio (RI), Corchiano, Fabrica di Roma, Faleria, Gallese, Magliano Sabina (RI), Ponzano Romano (RM), Sant'Oreste (RM).

## Demografia
| Variação demográfica do município entre 1861 e 2011                               |
|                                                                                   |
| Fonte: Istituto Nazionale di Statistica (ISTAT) - Elaboração gráfica da Wikipedia |